# Kardinalspett
Kardinalspett (Dendropicos fuscescens) är en fågel i familjen hackspettar inom ordningen hackspettartade fåglar.

## Utseende och läte
Kardinalspetten är en liten och kompakt hackspett med kraftigt streckad undersida och heldraget svart mustaschstreck. Honan är helsvart längst upp på huvudet, medan hanen har brun framhjässa och rött på hjässans bakre del och nacken. Lätet är en ilsken och torr skallrande drill.

## Utbredning och systematik
Kardinalspett förekommer i Afrika söder om Sahara och delas in i nio underarter med följande utbredning:
- fuscescens – nordcentrala Namibia till nordcentrala Sydafrika (till västra KwaZulu-Natal)
- intermedius (syn. natalensis) – östra Sydafrika till centrala södra Moçambique (söder om nedre Zambesifloden)
- centralis (syn. loandae) – östra Angola till norra Namibia, södra Kongo-Kinshasa, västra Tanzania och Zambia
- hartlaubii – kustvattnen i södra Kenya till Tanzania, Malawi, Zambia och Moçambique
- lafresnayi – Senegal och Gambia och Sierra Leone till Nigeria
- sharpii – Kamerun och Centralafrikanska republiken till västra Demokratiska republiken Kongo och norra Angola
- lepidus – Sydsudan och östra Demokratiska republiken Kongo till högländer i Etiopien, Uganda, Kenya och nordvästra Tanzania
- massaicus – södra Etiopien, inre och västra Kenya och norra och centrala Tanzania
- hemprichii – lägre höjder i Afrikas horn: Eritrea, Etiopien och Somalia till norra och östra Kenya

## Levnadssätt
Kardinalspetten hittas i en rad olika typer öppnare miljöer som savann, öppen skog, skogsbryn och flodnära skogar. Där ses den i par födosökande på döda grenar och mindre kvistar som lämnas av större hackspettsarter.

## Status och hot
Arten har ett stort utbredningsområde, men tros minska i antal, dock inte tillräckligt kraftigt för att den ska betraktas som hotad. Internationella naturvårdsunionen IUCN listar arten som livskraftig (LC).

## Bilder

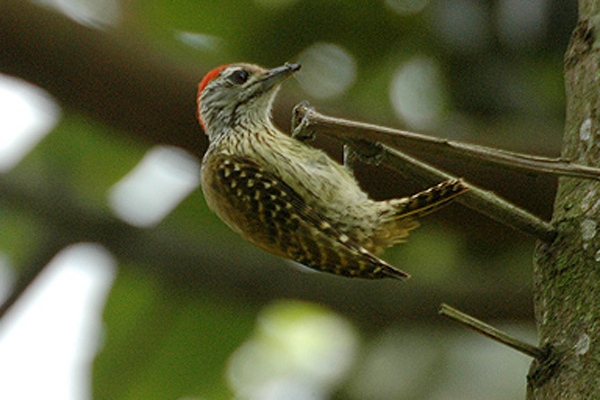
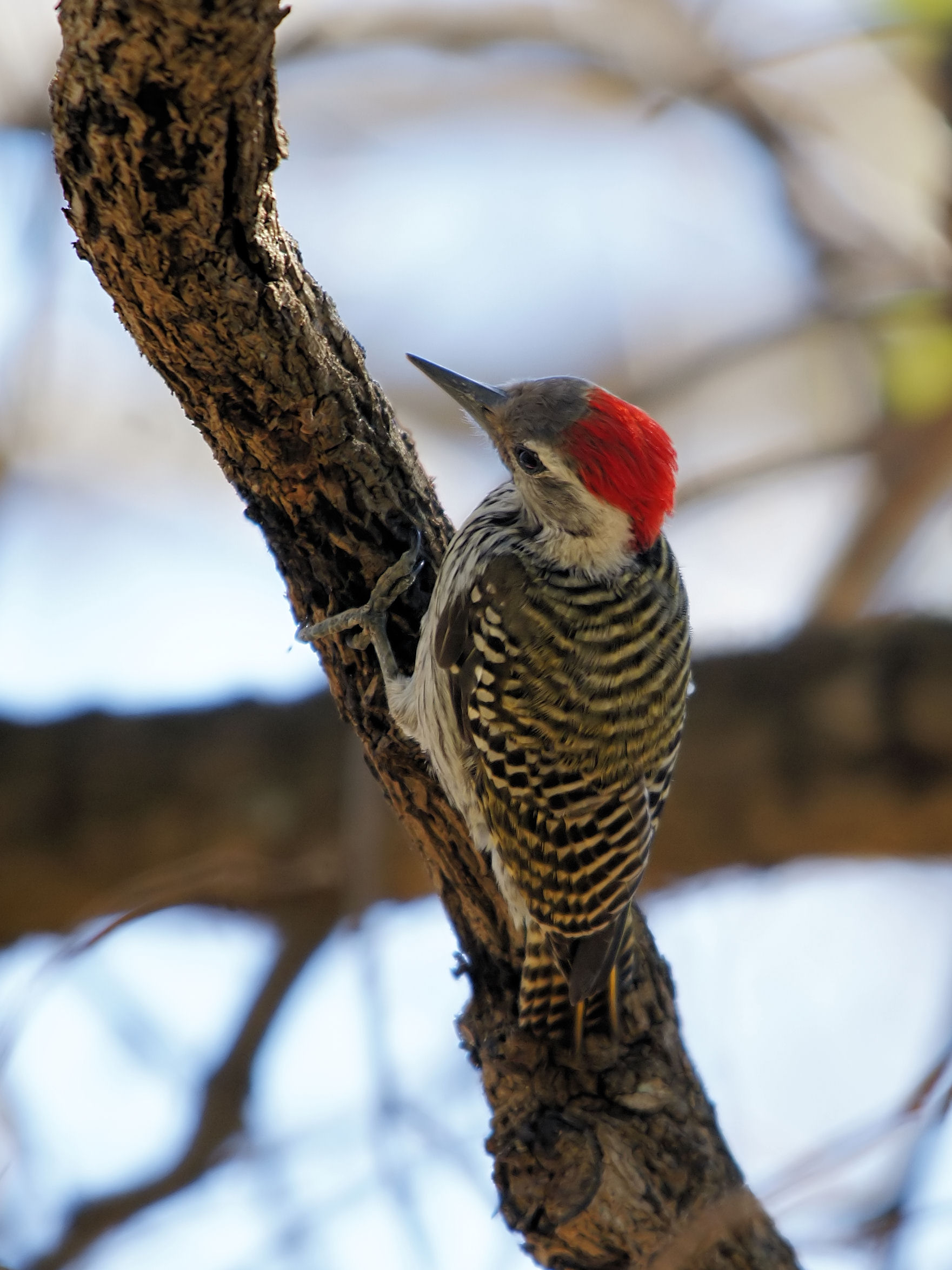